# Fritz Hochmair

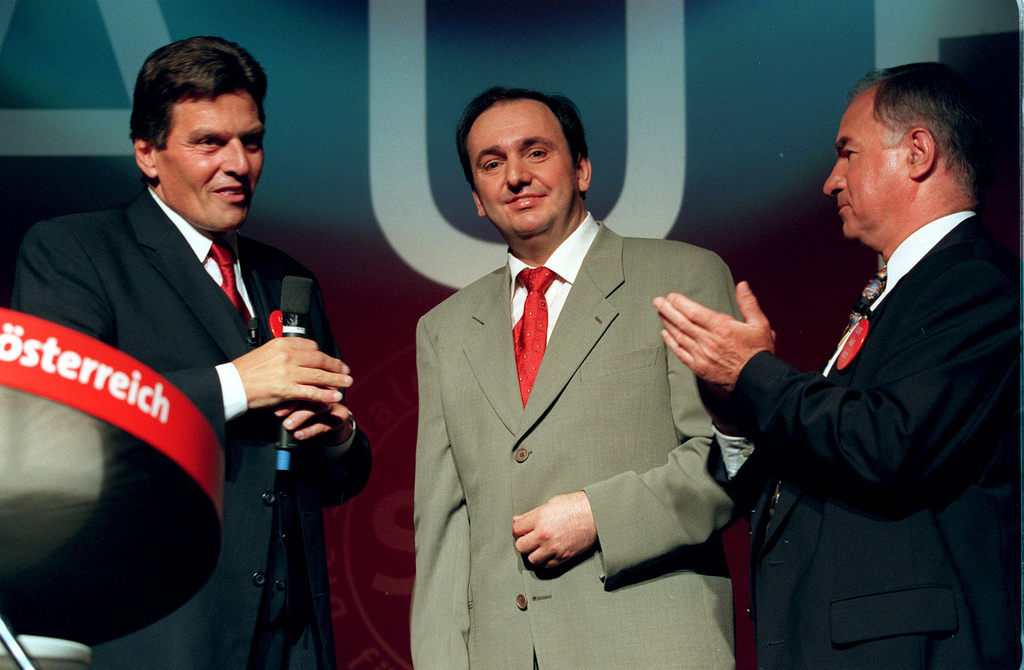
Fritz Hochmair (rechts)

Fritz Hochmair (* 21. Juni 1941 in Wels) ist ein österreichischer Politiker und Funktionär.

## Leben
Nach Abschluss der Pflichtschule machte er Lehre zum Maschinenschlosser. Danach war er im Kranbetrieb der VOEST-Alpine sowie als Lokführer bei den ÖBB tätig. 

## Karriere
Ab 1973 war er oberösterreichische Landessekretär der Gewerkschaft Metall-Bergbau-Energie sowie Kammerrat der AK Oberösterreich. 1976 zog er als Abgeordneter der SPÖ in den Oberösterreichischen Landtag und 1979 schließlich in den Nationalrat ein. Bis 1988 blieb er Nationalratsabgeordneter, danach zog es ihn zurück in die Landespolitik: 1988 war er Landesrat und von 1993 bis 2000 Landeshauptmann-Stellvertreter. 1997 wurde Fritz Hochmair Präsident des ASKÖ Oberösterreich. Diese Funktion übt er bis heute aus.

## Auszeichnungen
- 1985: Großes Goldenes Ehrenzeichen für Verdienste um die Republik Österreich[1]
- 1997: Ehrenbürger der Gemeinde Perwang am Grabensee
- 1999: Ehrenring der Stadt Linz